# Мрії (оповідання)
«Мрії» (рос. Мечты) — оповідання А. П. Чехова, вперше опубліковане у 1886 році.

## Історія публікації й критика
Оповідання А. П. Чехова «Мрії» написаний у 1886 році, вперше опублікований в 1886 році в газеті «Новий час» № 3849 від 15 листопада з підписом Ан. Чехов, в 1887 році друкувався у збірнику «В сутінках», в 1898 році виходив окремим виданням Московського товариства грамотності, включався до зібрання творів письменника, видаваному А. Ф. Марксом.
За життя Чехова розповідь переводився на угорську, німецьку, польську, сербськохорватська і чеська мови.
Критика високо оцінила розповідь. Позитивні відгуки були від Д. В. Григоровича А. С. Лазарєва-Грузинського (Чехов у спогадах) (Чехов в воспоминаниях).
У журналі «Спостерігач» критики відзначали в оповіданні майстерно описану характеристику волоцюги, не пам'ятає спорідненості".
К. К. Арсеньєв вважав розповідь «Мрії» зразком оповіді, в яких Чехів є майстром, «обрана ним тема не вимагає широкого розвитку, коли вона укладається легко і вільно в невелику рамку». На його думку "автору вдалося відтворити миттєві душевні настрої, зрозумілі «без заглиблення в минуле дійових осіб, без всебічного знайомства з ними». Сильною стороною в оповіданні він побачив в описах природи: «Він володіє мистецтвом уособлювати її, змушувати її жити точно человеческою життям…».
М. Бєлінський вважав Чехова «російським Боккачио», оскільки його оповідання «Мрії», «Неспокійний гість», «Відьма» і «Кошмар» «рясніють ніжними і сумними фарбами, що викривають у автора не лише спостерігача, а й поета, не тільки мислителя, але й гуманного людини».

## Сюжет
Дія оповідання відбувається пізньої осені на брудній дорозі, по якій конвоюють волоцюгу на посилання в Сибір двоє сотских. По дорозі між волоцюгою і соцькими затівається розмова. Бродяга не пам'ятає свого імені. Це інтригує сотского. Бродяга розповідає про своє дитинство, матері — свого батька він не пам'ятає. У свій час він з матір'ю отруїв пана миш'яком. Матері дали 20 років, а йому, як посібники (подавав панові склянку з отрутою) — 7 років каторги. Потім він був у бігах і відверто розповідає про це сотским.
Бродяга не боїться Сибіру. Він каже: «Сибір — така ж Росія, такий же бог і цар, що і тут, так само там говорять по-православному, як і я з тобою. Тільки там привілля більше і люди живуть багатше». Він мріє про рибалку, жваво розповідає про тонкощі риболовлі: "Пристрасть, скільки я на своєму віку риби переловив!, вважає життя в Сибіру вільною. Сотницьких представляють картини вільного життя, якої вони ніколи не жили і кажуть волоцюгу, що за станом здоров'я, він швидше за все він не дійде до місця заслання.